# گورسباخ
گورسباخ (به آلمانی: Görsbach) یک شهر در آلمان است که در تورینگن واقع شده‌است. گورسباخ ۱٬۱۴۳ نفر جمعیت دارد.